# Hilary J. Bader
Hilary J. Bader (* 27. April 1952 in Brooklyn, New York, USA; † 7. November 2002 in Duarte, Kalifornien, USA) war eine US-amerikanische Drehbuchautorin.
Bader, die im Alter von 50 Jahren an Brustkrebs starb, galt als erfahrene Autorin von Science-Fiction- und Fantasy-Geschichten. Sie schrieb unter anderem für die Fernsehserien
- Raumschiff Enterprise: Das nächste Jahrhundert
- Superman – Die Abenteuer von Lois & Clark
- Star Trek: Raumschiff Voyager
- Star Trek: Deep Space Nine
- Xena – Die Kriegerprinzessin
- Batman of the Future

## Auszeichnungen
Bader war für Batman of the Future viermal für den Daytime Emmy nominiert und wurde einmal damit ausgezeichnet.